# Paradis (film, 2016)
Pour les articles homonymes, voir Paradis (homonymie).
Pour plus de détails, voir Fiche technique et Distribution.
Paradis (en russe : Рай) est un film russe réalisé par Andreï Kontchalovski, sorti en 2016. L'histoire relate les trois destins croisés confrontés aux horreurs de la guerre et des camps de concentration nazis.
Le film est présenté en sélection officielle à la Mostra de Venise 2016 où Andreï Kontchalovski remporte le Lion d'argent du meilleur réalisateur. Présélectionné également pour l'Oscar du meilleur film en langue étrangère 2017, il ne sera finalement pas retenu.

## Synopsis
Le film est construit en flashbacks autour de la confession de trois personnages pendant la Seconde Guerre mondiale : Olga, aristocrate russe émigrée et membre de la Résistance française (Ioulia Vyssotskaïa), Jules, collaborateur français (Philippe Duquesne) et Helmut, officier SS inspectant les camps de concentration (Christian Clauß).
On suit leurs destins entrelacés. Olga est arrêtée pour avoir caché des enfants juifs lors des rafles nazies. Son affaire est supervisée par Jules. Il s'intéresse à elle et il semble qu'en échange de relations sexuelles, il soit prêt à la libérer, mais il est abattu par des résistants avant de pouvoir le faire.
L'espoir chimérique de la liberté est remplacé par une cruelle réalité : Olga atterrit dans un camp de concentration allemand. Elle y rencontre Helmut qui, dans le passé, était désespérément amoureux d'elle. D'étranges et douloureuses relations s'instaurent entre eux. Les nazis sont déjà proches de la défaite, et Helmut décide de sauver Olga du camp et de s'enfuir avec elle en Amérique du Sud. Olga, ayant perdu tout espoir de liberté, accepte, mais au dernier moment, elle se rend compte que son idée du paradis a changé et laisse cette opportunité à une détenue dont elle prend la place pour la chambre à gaz.
À Helmut qui, au nom du « paradis » qu'il rêve de voir réaliser par les nazis en Allemagne, s'apprête à le poursuivre et à le faire exécuter pour ses manquements, le SS qui commande le camp de la mort se justifie en affirmant qu'« il n'y a pas de paradis sans enfer ».
On comprend que ces confessions des trois protagonistes sont faites au moment de leur mort pour déterminer s'ils doivent rejoindre le paradis ou l'enfer. Le titre peut donc s'appliquer au « paradis » démoniaque rêvé par Helmut malgré la défaite, ou à celui des bienheureux que pourra rejoindre Olga.

## Fiche technique
- Titre original : Рай
- Titre français : Paradis
- Réalisation : Andreï Kontchalovski
- Scénario : Andreï Kontchalovski et Elena Kisseliova
- Photographie : Alexandre Simonov
- Pays d'origine : Russie
- Format : Couleurs - 35 mm
- Genre : drame
- Dates de sortie :
  - 8 septembre 2016 :  Italie (Mostra de Venise 2016)
  - 15 novembre 2017 :  France

## Distribution
- Ioulia Vyssotskaïa : Olga, aristocrate russe, membre de la Résistance
- Christian Clauß (de) : Helmut, standartenführer, inspecteur des camps de concentration
- Philippe Duquesne : Jules, collaborateur
- Peter Kurth : Krause, sturmbannführer, chef de camp de concentration
- Jakob Diehl : Vogel, hauptsturmführer, ami d'enfance d'Helmut, garde de camp
- Viktor Sukhorukov : Heinrich Himmler
- Vera Voronkova (ru) : Rosa, détenue du camp de concentration
- Andreï Annenski (ru) : voix off

## Distinctions

### Récompenses
- Mostra de Venise 2016 : Lion d'argent du meilleur réalisateur
- 52e Festival international du film de Chicago (2016) : Founder’s Award
- 32e Festival international du film de Haïfa (2016) : Special Award for Cinematic Excellence
- Festival international du film de Mar del Plata 2016 : Astor d'argent du meilleur scénario
- 54e Festival international du film de Gijón (2016) : 
  - Prix du meilleur rôle féminin pour Ioulia Vyssotskaïa
  - Prix de la meilleure photographie pour Aleksandre Simonov
  - Prix du jeune jury du meilleur film (Premio del Jurado Joven al Mejor Largometraje)
- Aigle d'or 2017 :
  - Aigle d'or du meilleur film
  - Aigle d'or de la meilleure réalisation pour Andreï Kontchalovski
  - Aigle d'or du meilleur rôle féminin pour Ioulia Vyssotskaïa
- Nika 2017 :
  - Nika du meilleur film
  - Nika de la meilleure réalisation pour Andreï Kontchalovski
  - Nika du meilleur rôle féminin pour Ioulia Vyssotskaïa
- 35e Festival du film de Munich (2017)  
  - Prix de la Paix du film allemand (Friedenspreis des Deutschen Films) - Die Brücke pour Andreï Kontchalovski
  - prix du meilleur rôle féminin dans un film étranger pour Ioulia Vyssotskaïa

### Sélection
- Festival international du film de La Roche-sur-Yon 2017 : en compétition en sélection officielle.